# Mustafa Çelebi
Mustafa Çelebi, of ook Düzmece Mustafa (de valse Mustafa) (1393 - 1402 of 1422), was een Ottomaanse prins en zoon van sultan Bayezid I. Samen met zijn vader werd hij gevangengenomen door Timur Lenk tijdens de Slag bij Ankara (1402). Hij wordt soms verward met Küçük Mustafa, de zoon van sultan Mehmet I. Beiden komen in dezelfde jaren in opstand en sterven in hetzelfde jaar.

## Vlucht naar Constantinopel
In 1415/1416 presenteerde zich een man aan het hof in Constantinopel en beweerde de zoon van de voormalige sultan te zijn die wist te ontsnappen uit het Tataarse gevangenschap. Dit werd formeel door (zijn broer) Mehmet I ontkend. Om zijn hachje te redden beloofde hij de teruggave van Roemelië als ze hem op de Ottomaanse troon zouden helpen. Keizer Manuel II Palaiologos, die een goede verstandhouding had met Mehmet I, wou de vrede niet op het spel zetten en verbande de man naar het eiland Limnos.
Toen Mehmet I in 1421 stierf, zocht de zoon van Manuel II, Johannes VIII Palaiologos toenadering tot de man en liet hem vrij op voorwaarde, dat hij zijn belofte zou nakomen. Boven verwachting slaagde hij erin, Adrianopel op zijn hand te krijgen. Met een leger stak hij de Bosporus over, daar werd hij door zijn troepen in de steek gelaten, gevat en opgeknoopt.